# Velilla de Jiloca
Pour les articles homonymes, voir Velilla (homonymie).
Velilla de Jiloca est une commune d’Espagne, dans la province de Saragosse, communauté autonome d'Aragon comarque de Comunidad de Calatayud.

## Géographie
La commune se situe au sud-ouest de la Province de Saragosse, elle-même située à l’ouest de l’Aragon (communauté autonome). Elle se trouve à un peu moins de 100 kilomètres de la ville de Saragosse, chef-lieu de la province.
Le village est traversé par la N234, qui relie Sagonte, Teruel et Burgos, entre les kilomètres 247 et 249. 
Le point le plus haut de la commune se situe à une altitude de 870m, tandis que le point le plus bas se situe à une altitude de 580m. Le centre du village se situe lui à une altitude de 597m au-dessus du niveau de la mer. Une rivière, le Rio Jiloca, est située à proximité de la commune.
| Maluenda                     | Maluenda          | Belmonte de Gracián |
| Maluenda                     | Velilla de Jiloca | Mara                |
| Maluenda et Morata de Jiloca | Morata de Jiloca  | Morata de Jiloca    |

## Politique et administration
La commune de Velilla de Jiluca dispose depuis 2019 de trois sièges au sein de son conseil municipal, du fait de sa démographie. L’actuelle maire de la commune est María Ángeles Ruiz López, élue sous l’étiquette du Parti Socialiste Ouvrier Espagnol.

### Liste des Maires
| Période                                  | Période  | Identité                 | Étiquette | Qualité |
| ---------------------------------------- | -------- | ------------------------ | --------- | ------- |
| 2011                                     | En cours | María Ángeles Ruiz López | PSOE      |         |
| Les données manquantes sont à compléter. |          |                          |           |         |